# شان پو
شان پو (چینی ساده: 包勋评; چینی سنتی: 包勛評; پین‌یین: Bāo Xūnpíng؛ زادهٔ ۴ اکتبر ۱۹۹۰) بازیگر اهل سنگاپور است. او یکی از هنرمندان مدیاکورپ است.